# Герби Плантагенетів
Герби́ Плантагене́тів — список гербів представників англійської династії Плантагенетів. Ними користувалися родоначальник династії Годфрід (Жоффруа) V, граф Анжу, відомий як Жоффруа Плантагенет, та його нащадки по чоловічій лінії.

## Голови дому Плантагенетів
| Герб            | Ім'я власника та блазон |
|                 | Годфрід (Жоффруа) V (1113–1151), граф Анжу На лазуровому тлі шість золотих левів на задніх лапах Той факт, що Годфрід використовував цей герб, підтверджується зображенням з його могили, на половині щита якого намальовані чотири леви. Його форма дозволяє дійти висновку, що це той самий шестилевовий щит, якого згодом використовував його онук Вільям Довгий Меч (бл. 1176–1226; незаконний син Генріха II, короля Англії) та його правнук Вільямом II Довгий Меч (бл. 1212–1250). |
|                 | Генріх II Плантагенет (1133–1189), син Годфріда, король Англії, герцог Нормандії, граф Анжу. Не залишилося герба, але вважають, що він використовував герб з двома левами крокуючими, колір яких невідомий. Крім того Іоанн I Безземельний (1166–1216; лорд Ірландії і граф Мортен, пізніше король Англії), використовував цей герб. Також і Річард ФітцРой, (бл. 1190–1246), барон Чілхама, незаконний син короля Іоанна I Безземельного. За пізнішою традицією вважають, що Генріх II використовував пізніший герб Нормандського герцогства, де на червоному тлі зображені два крокуючих (passant) золотих леви з головами, що повернуті на глядача (guardant). У французькому блазонуванні, лев крокуючий, що дивиться на глядача (lion passant guardant) часто визначався як леопард (léopard). Однак, це визначення ніколи не було поширене в Англії і вважається застарілим. |
| або можливо або | Річард I Левове Серце (1157–1199), син Генріха II, король Англії, герцог Нормандії і Аквітанії, граф Анжу і Пуатьє. Його герб відомий тільки з двох печаток, тому кольори не можна визначити. На його першій великій печатці можна побачити лева на половині щита. Залишається невідомим, чи на щиті зображений тільки один лев, чи є такий самий на іншій половині. І чи цей лев зображений у тому самому напрямку, чи це примха художника. Швидше за все це одинарний лев здиблений (rampant). Наприкінці життя, на його другій печатці було зображено три леви. Облицювання з трьох левів використовували його спадкоємці. |
|                 | Королі Англії і герцоги Аквітанії від 1198 до 1340 : - Річард I Левове Серце (1157–1199) - Іоанн Безземельний (1166–1216) - Генріх III (1207–1272) - Едуард I Довгоногий (1237–1307) - Едуард II (1284–1327) - Едвард III (1312–1377) на червоному тлі три золотих леви крокуючих, що дивляться на глядача (passant guardant). |
|                 | Королі Англії і герцоги Аквітанії від 1340 до 1400: - Едвард III (1312–1377) - Річард II (1367–1399), об'єднав свій герб з міфічним гербом Едуарда Сповідника (див. нижче) - Генріх IV (1367–1413) У 1340, Едуард III проголосив свої претензії на трон Франції та прийняв новий герб — Дві чверті Франція і дві — Англія. |
|                 | Королі Англії від 1400 до 1603: - Генріх IV (1367–1413) - Генріх V (1387–1422) - Генріх VI (1421–1471) - Едуард IV (1442–1483) - Едуард V (1470–1483) - Річард III (1452–1485) Наприкінці 14 століття королі Франції спростили свій герб, замінивши поле покрите ліліями (semé-de-lis) на три лілії, згідно з Трійцею. Приблизно від 1400 року англійські королі також почали імітувати цю зміну. Модифікований герб монархи Англії використовували у цій формі до унії з Шотландією 1603 року |

## Наступники престолу
|  | Едуард Карневон (1284–1327), принц Уельський, пізніше король Едуард II Герб Англії через який проходить лазуровий ламбель з трьома підвісками. Цей герб ймовірно використовував і його син Едвард (пізніше король Едвард III) допоки носив титул принца Уельського. |
|  | Едуард Чорний Принц (1330–1376), принц Уельський, син Едварда III Дві чверті герба символіка Франції і дві чверті — Англії. По верху герба проходить світлий ламбель з трьома підвісками.. |
|  | Річард Бордоський (1367 † 1399), син Чорного Принца, пізніше принц Уельський та король Англії (Річард II). Впродовж життя свого батька він додав хрест Святого Георгія до середньої підвіски ламбеля. Як король, він поєднав королівський герб з міфічним гербом Едуарда Сповідника: перша половина — на лазуровому тлі золотий квітчастий хрест між п'ятьма золотими мартлетами; друга половина — дві чверті Франція, дві — Англія. |
|  | Принци Уельські від 1405 до 1547: - Генріх (1387–1422), пізніше Генріх V, син Генріха IV - Едуард Вестмінстерський (1453–1472), син Генріха VI - Едуард (1470–1483), пізніше Едуард V, син Едуарда IV - Едуард Міддлгемський (1473–1485), син Річарда III, - Принци Уельські династії Тюдорів. Дві чверті Франція, дві — Англія, зверху світлий лейбл з трьома підвісками.                                                           |

## Молодші гілки
|  | Гійом Плантагенет (1136–1163/4), віконт Дьєпа, граф Пуату, син Готфріда Плантагенета, використовував герб з одним левом, забарвлення невідоме. Вільям Довгий Меч (бл. 1176–1226), граф Солсбері, незаконний син короля Англії Генріха II, спочатку використовував одного лева невідомого забарвлення, потім прийняв герб свого діда, короля Готфріда V Плантагенета з шістьма левами. |
|  | Річард Корнуольський (1209–1272), граф Корнуолл, потім король Германії, син Іоанна Безземельного, короля Англії. На срібному фоні червоний лев здиблений (rampant) із золотою короною, чорна облямівка із золотими бізантами. Герб графів Пуатьє (дивіться Річард I Левове Серце вище) з бризурою.                                                                                    |
|  | Графи Ланкастерські від Едмунда Горбатого Герб Англії з синім ламбелем, на кожній з трьох пойнтів якого нанесені золоті лілії. - Едмунд Горбатий (1246–1296) - Томас Ланкастер (1280–1322), страчений 1322 р. - Генрі Ланкастер (1281–1345), відновлений у титулі 1327 р. - Генрі Гросмонтський (1300–1361)                                                                           |
|  | Генрі Ланкастер (1281-1345), граф Лестер, син Едмунда Горбатого, до відновлення у титулі графа в 1327 році. Герб Англії з синім перев'язом. |
|  | Томас Бразертон (1300-1338), граф Норфолк, син Едуарда I Довгоногого. Герб Англії зі срібним ламбелем з трьома пойнтами. |
|  | Едмунд Вудсток (1301-1330), граф Кент, син Едуарда I Довгоногого. Герб Анлгії з срібною облямівкою. Його дочка Джоанна Кентська і її нащадки графи Кент носили цей герб. |
|  | Джон Елтемський (1316-1336), граф Корнуолл, син Едуарда II. Герб Англії зі срібною облямівкою із золотими ліліями. |
|  | Лайонел Антверп (1338-1368), перший герцог Кларенс, другий син Едуарда III. На дві чверті герб Франції та на дві - Англії. Над усім ламбель з п'ятьма пойнтами, кожен із червоним хрестом. Є свідчення, що іноді герб виглядав так: Дві чверті Франція та Англія, над усім ламбель з трьома пойнтами, кожен із червоним кантоном.                                                     |
|  | Томас Вудсток (1355-1397), граф Ессекс, Бекінгем, герцог Глостерський, п'ятий син Едуарда III. На дві чверті герб Франції та на дві - Англії зі срібною облямівкою. |

### Династія Ланкастерів
|  | Джон Гонт (1340-1399), герцог Ланкастерський, третій син Едуарда III. У 1371 році одружився з Констанцою Кастильською, спадкоємицею Педро I Жорстокого, короля Кастилії та Леону. Претендуючи на трон Кастилії та Леону, додав до герба Англії-Франції герби Кастилії-Леону. На гербі праворуч, 1-ша і 4-та чверті - Франція-Англія, 2-га і 3-тя чверті - Кастилія-Леон. |
|  | Томас Ланкастер (1388-1421), герцог Кларенс, син Генріх IV. На дві чверті герб Франції, на дві - Англії. Поверху проходить ламбель з трьома пойнтами, на кожному з яких з яких розміщене горностаєве хутро. |
|  | Джон Ланкастер (1389-1435), герцог Бедфорд, син Генріха IV. |
|  | Гамфрі Ланкастерський (1389-1447), герцог Глостер, син Генріх IV. 1-ша і 4-та чверті - Франція, 2-га і 3-тя - Англія. Навколо всього щита срібна облямівка. |
|  | Герцоги та графи Сомерсет походять від Джона Бофорта (1371-1410), сина Джона Гонта: - Джон Бофорт, 1-й граф Сомерсет (1371 † 1410) - Генрі Бофорт, 2-й граф Сомерсет (1401 † 1418) - Джон Бофорт, 1-й герцог Сомерсет (1404 † 1444) (став герцогом Сомерсетом 1443 року) - Едмунд Бофорт, 2-й герцог Сомерсет (1406 † 1455) (став герцогом Сомерсетом 1448 року) - Генрі Бофорт, 3-й герцог Сомерсет (1436 † 1464) - Едмунд Бофорт, 4-й герцог Сомерсет (бл. 1439 † 1471) 1-ша і 4-та чверті - Франція, 2-га і 3-тя - Англія. Навколо всього щита комбінована срібна і лазурова облямівка. |
|  | Томас Бофорт, герцог Ексетер, син Джона Гонта 1-ша і 4-та чверті - Франція, 2-га і 3-тя - Англія. Навколо всього щита комбінована облямівка: горностаєве хутро і лазур. |

### Династія Йорків
|  | Герцоги Йоркські походять від Едмунда Ленглійського, четвертого сина Едуарда III. Його син Едуард Норвічський узяв приклад з короля, зменшивши кількість лілій до трьох. - Едмунд Ленглійський (1341 † 1402). - Едуард Норвічський, 2-й герцог Йоркський (бл. 1373 † 1415) — син Едмунда. - Річард, 3-й герцог Йоркський (1411 † 1460) — племінник Едварда Норвічського. - Едуард Плантагенет, 4-й герцог Йоркський (1442 † 1483) — Син Річарда. Став королем Едуардом IV у 1461 році. 1-ша і 4-та чверті Франція, 2-га і 3-тя - Англія. Поверх всього проходить ламбель з трьома пойнтами, кожен з яких має по три кола. |
|  | Річард Конігсбург, 3-й граф Кембридж (1376 † 1415), син Едмунда. 1-ша і 4-та чверті Франція, 2-га і 3-тя - Англія. Поверх всього проходить ламбель з трьома пойнтами, кожен з яких має по три кола. По краю щита розташована ділянка з левами здибленими (rampant). |
|  | Річард Шрюсбері, 1-й герцог Йоркський (1473 † 1483), другий син Едуарда IV. 1-ша і 4-та чверті Франція, 2-га і 3-тя - Англія. Поверх герба проходить ламбель з трьома пойнтами. На першому з них червоний кантон. |
|  | Джордж Плантагенет (1449 † 1478), герцог Кларенс, брат Едуарда IV. 1-ша і 4-та чверті Франція, 2-га і 3-тя - Англія. Поверх герба проходить ламбель з трьома пойнтами. На кожному з яких червоний кантон |
|  | Едуард Плантагенет (1475 † 1499), граф Варвік, син Георга, герцога Кларенса. 1-ша і 4-та чверті Франція, 2-га і 3-тя - Англія. Поверх герба проходить ламбель з трьома пойнтами, кожен з яких має лазурні смуги. |
|  | Річард III (1452 † 1485), брат Едварда IV, герцог Глостерський, пізніше король Річард III. 1-ша і 4-та чверті Франція, 2-га і 3-тя - Англія. Поверх герба проходить ламбель з трьома пойнтами з горностаями. |